# I liga w hokeju na trawie mężczyzn (2017/2018)
I liga w hokeju na trawie mężczyzn (2017/2018) – 81. edycja rozgrywek o drużynowe mistrzostwo Polski. 
Mistrzem Polski po raz 22. został Grunwald Poznań. Najlepszym strzelcem został Artur Mikuła z Grunwaldu, który zdobył 35 goli.

## Faza play-off

### Turniej finałowy o medale Mistrzostw Polski
| Drużyna                 | Wynik       | Drużyna             |
| 1. półfinał             | 1. półfinał | 1. półfinał         |
| ----------------------- | ----------- | ------------------- |
| KS AZS AWF Poznań       | 0:1         | KS Pomorzanin Toruń |
| 2. półfinał             |             |                     |
| WKS Grunwald Poznań     | 5:1         | LKS Gąsawa          |
| Mecz o III miejsce      |             |                     |
| KS AZS AWF Poznań       | 1:4         | LKS Gąsawa          |
| Finał Mistrzostw Polski |             |                     |
| WKS Grunwald Poznań     | 2:0         | KS Pomorzanin Toruń |

## Baraż o utrzymanie
| Drużyna              | Wynik      | Drużyna              |
| -------------------- | ---------- | -------------------- |
| KS Stella Gniezno    | 3:1        | HKS Siemianowiczanka |
| HKS Siemianowiczanka | 4:2 5:4 kz | KS Stella Gniezno    |

## Medaliści
| Lp. | Drużyna             |
| --- | ------------------- |
| 1.  | WKS Grunwald Poznań |
| 2.  | KS Pomorzanin Toruń |
| 3.  | LKS Gąsawa          |